# 中津川温泉クアリゾート湯舟沢
中津川温泉クアリゾート湯舟沢（なかつがわおんせんクアリゾートゆぶねさわ）は、岐阜県中津川市神坂にある温泉施設。旧中山道の馬籠宿の近くにある。

## 泉質
- ナトリウム炭酸水素塩泉（重曹泉）

## 概要
1995年（平成7年）2月に開業した。
この場所は、元は長野県西筑摩郡神坂村の湯舟沢という集落であったが1958年（昭和33年）に越県合併により岐阜県中津川市に移った。
湯舟沢川支流の冷川（つめたがわ）と温川（ぬるかわ）の合流地点の右岸にある。
湯舟沢という地名は、伊邪那美命が天照大神を生んだときに産湯を使ったとされる湯舟(滝壺)が温川の上流にあることによる。その湯舟(滝壺)は昭和の初期までは雨乞の儀式が行われていたが現在は堰堤により埋まって確認できない。
国鉄が民営化される前に日本鉄道建設公団が中津川線を建設しようとして掘り当てた温泉である。中津川線は工事の途中で中断となったが、神坂駅が出来る予定であった場所に建設された。
温泉ゾーン（大浴場内風呂・露天風呂・サウナ）、プールゾーン（屋内プール・屋外流水プール・屋外ジャグジー）、バーデゾーン、リラックスゾーンの4つのゾーンからなる。
宿泊施設として、『ホテル花更紗』が併設されている。
2017年（平成29年）2月13日より3月9日まで改装工事が行われ休業として3月10日よりリニューアルとなった。

## アクセス
鉄道・バス
- JR中央本線 中津川駅より北恵那交通バスの中切経由馬籠行きで約20分、「中切」バス停下車、徒歩で約4分。
- 中津川駅から無料送迎バスもある。
- 中央道高速バス 「馬篭」バス停下車、徒歩で約17分。

車
- 中央自動車道 中津川インターチェンジより国道19号を長野方面へ走行し途中の、落合沖田交差点を右折し県道7号線を約4.5km。

## 近隣の観光地

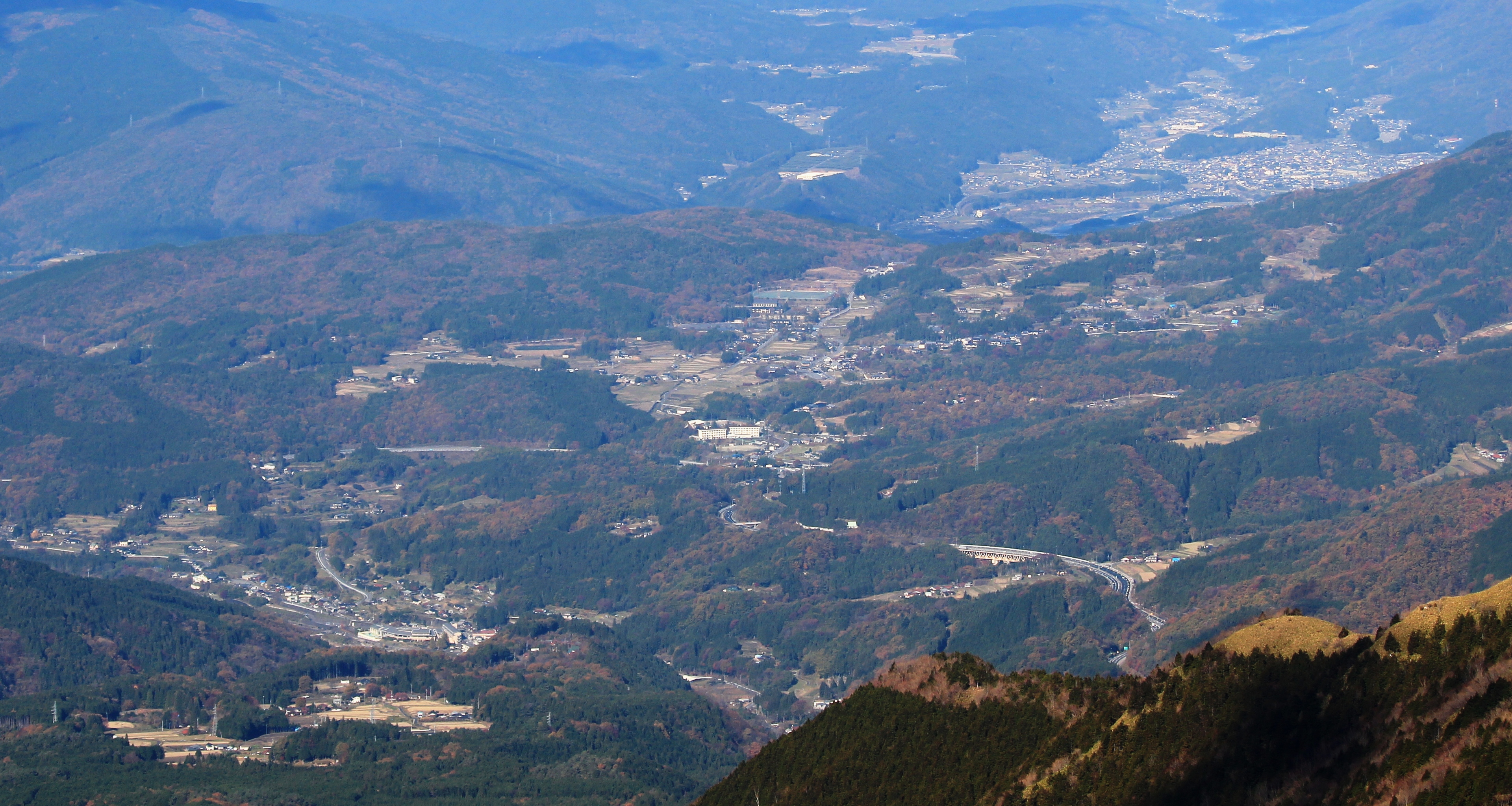
施設の北側の上部にある馬籠宿

- 馬籠宿
- 妻籠宿
- 中津川市ふれあい牧場
- 恵那峡
- 恵那山
- 富士見台高原